# Алнабат
Алнабат (азерб. Alnabat) — село Кедабекского района Республики Азербайджан.
До 2011 года носило название Алиисмаиллы или Али Исмаил (аз. Əliismayıllı) в честь Али Исмаилова, брата революционера Касума Исмаилова.
Расположено у подножия Севанского хребта в западной части Азербайджана, примерно в 400 км к западу от столицы Баку. Административный центр района г. Кедабек находится в 14,6 км к востоку от Алнабата.
Население в 2011 году составляло 1295 человек. Часть сельского населения в 1948—1950 годах была переселена сюда из района Севанской котловины.
Основными занятиями населения являются сельское хозяйство и животноводство.
Континентальный климат. Среднегодовая температура составляет + 4° С. Самый теплый месяц — август, когда средняя температура составляет+16° C, а самый холодный — январь — с −10° C. В среднем, количество осадков составляет 704 мм. В мае, выпадает, в среднем, 101 мм осадков, а самый сухой месяц — август, 21 мм осадков.

## Известные уроженцы
- Орудж, Захид Магеррам оглы (род.1972) — политик, депутат Национального собрания Азербайджана.